# Megan Ellison
Margaret Elizabeth Ellison, detta Megan (Santa Clara, 31 gennaio 1986), è una produttrice cinematografica statunitense.

## Biografia
Figlia dell'imprenditore Larry Ellison, cofondatore della Oracle Corporation, Ellison inizia la sua carriera nel mondo del cinema come microfonista, lavorando sul set del cortometraggio When All Else Fails diretto da suo fratello David. Dopo aver prodotto alcuni film low budget, come Passion Play, il suo primo successo da produttrice esecutiva è Il Grinta dei fratelli Coen, il cui successo ha lanciato la sua carriera da produttrice.

### Carriera cinematografica
Dopo il successo de Il Grinta, Ellison ha avuto accesso a somme di denaro molto più grandi da suo padre per la produzione di altri film e ha collaborato nella co-produzione del thriller Catch .44 del film drammatico di John Hillcoat Lawless.
Credendo che gli studi di Hollywood avversi al rischio abbiano in gran parte abbandonato il cinema d'autore, Ellison fonda la Annapurna Pictures, producendo tra i suoi primi film The Master di Paul Thomas Anderson e Zero Dark Thirty di Kathryn Bigelow: quest'ultimo le vale la sua prima nomination all'Oscar per il miglior film.
L'anno successivo, Ellison diventa la prima donna a ottenere nello stesso anno due candidature all'Oscar per il miglior film, producendo American Hustle di David O. Russell e Lei di Spike Jonze.
L'approccio di Ellison al lavoro con registi acclamati dalla critica è incentrato esclusivamente sull'assicurazione che la loro visione creativa venga soddisfatta e che fornisca loro tutte le risorse necessarie. Lo stile di produzione di Ellison è olisticamente presente e accomodante alle visioni dei registi, ai quali non fa mai mancare il suo sostegno incrollabile. Nonostante la sua ricchezza, Ellison non vede il cinema come un investimento estremamente redditizio, ma come un mezzo artistico.

### La Annapurna Pictures
Nel 2011, Ellison fonda la Annapurna Pictures, la sua casa di produzione. L'approccio di Ellison come produttrice segue i principi della Silicon Valley: investire ingenti somme di denaro in prestigiose squadre che vogliono mettere su qualcosa di rischioso. Spesso la Annapurna Pictures sceglie film così rischiosi che altri studi non prenderebbero mai in considerazione.
Lo studio è diventato noto in quanto non turbato dai problemi monetari che altri studi indipendenti affrontano. Tuttavia, l'attività continua a subire una serie di battute d'arresto, prevalentemente incentrate sul flusso di cassa: Annapurna ha subito un esodo di massa di dirigenti chiave per tutto l'anno 2018. Nonostante la mancanza di risorse finanziarie e di talenti, Annapurna rimane sostenuta economicamente da Larry Ellison, che non solo finanzia la compagnia, ma ha portato i migliori consulenti finanziari per consigliare la figlia.

### Vita privata
Ellison è apertamente lesbica. Il nome della casa di produzione da lei fondata, la Annapurna Pictures, è un omaggio all'Annapurna Circuit in Nepal, da lei visitato nel 2006.

## Filmografia

### Produttrice
- Main St. - L'uomo del futuro (Main Street), regia di John Doyle (2010)
- Catch .44, regia di Aaron Harvey (2011)
- Lawless, regia di John Hillcoat (2012)
- The Master, regia di Paul Thomas Anderson (2012)
- Zero Dark Thirty, regia di Kathryn Bigelow (2012)
- American Hustle - L'apparenza inganna (American Hustle), regia di David O. Russell (2013)
- Lei (Her), regia di Spike Jonze (2013)
- Foxcatcher - Una storia americana (Foxcatcher), regia di Bennett Miller (2014)
- Joy, regia di David O. Russell (2015)
- Wiener-Dog, regia di Todd Solondz (2016)
- Tutti vogliono qualcosa (Everybody Wants Some!!), regia di Richard Linklater (2016)
- Sausage Party - Vita segreta di una salsiccia (Sausage Party), regia di Greg Tiernan e Conrad Vernon (2016)
- The Bad Batch, regia di Ana Lily Amirpour (2016)
- Le donne della mia vita (20th Century Women), regia di Mike Mills (2016)
- Detroit, regia di Kathryn Bigelow (2017)
- Il filo nascosto (Phantom Thread), regia di Paul Thomas Anderson (2017)
- La ballata di Buster Scruggs (The Ballad of Buster Scruggs), regia di Joel ed Ethan Coen (2018)
- La rivincita delle sfigate (Booksmart), regia di Olivia Wilde (2019)
- Missing Link, regia di Chris Butler (2019)

### Produttrice esecutiva
- Passion Play, regia di Mitch Glazer (2010)
- Il Grinta (True Grit), regia di Joel ed Ethan Coen (2010)
- Cogan - Killing Them Softly (Killing Them Softly), regia di Andrew Dominik (2012)
- Spring Breakers - Una vacanza da sballo (Spring Breakers), regia di Harmony Korine (2012)
- The Grandmaster (Yut doi jung si), regia di Wong Kar-wai (2013)
- Terminator Genisys, regia di Alan Taylor (2015)
- Downsizing - Vivere alla grande (Downsizing), regia di Alexander Payne (2017)
- I fratelli Sisters (The Sisters Brothers), regia di Jacques Audiard (2018)
- Se la strada potesse parlare (If Beale Street Could Talk), regia di Barry Jenkins (2018)
- Vice - L'uomo nell'ombra (Vice), regia di Adam McKay (2018)
- Soundtrack – serie TV (2019)
- Wounds, regia di Babak Anvari (2019)
- Che fine ha fatto Bernadette? (Where'd You Go, Bernadette), regia di Richard Linklater (2019)
- Le ragazze di Wall Street - Business Is Business (Hustlers), regia di Lorene Scafaria (2019)
- Bombshell - La voce dello scandalo (Bombshell), regia di Jay Roach (2019)
- Il complotto contro l'America (The Plot Against America) – miniserie TV, 6 puntate (2020)
- House of Gucci, regia di Ridley Scott (2021)
- The Staircase - Una morte sospetta (The Staircase) – miniserie TV, 8 puntate (2022)
- The Changeling - serie TV (2023)

## Premi
Premi Oscar
- 2013 - Nomination al miglior film per Zero Dark Thirty
- 2014 - Nomination al miglior film per American Hustle - L'apparenza inganna
- 2014 - Nomination al miglior film per Lei
- 2018 - Nomination al miglior film per Il filo nascosto

Golden Globe
- 2013 - Nomination per il miglior film drammatico per Zero Dark Thirty
- 2014 - Miglior film commedia o musicale per American Hustle - L'apparenza inganna
- 2014 - Nomination per il miglior film commedia o musicale per Lei
- 2015 - Nomination per il miglior film drammatico per Foxcatcher - Una storia americana
- 2016 - Nomination per il miglior film commedia o musicale per Joy
- 2017 - Nomination per il miglior film commedia o musicale per Le donne della mia vita